# Episodi di Kraft Television Theatre (decima stagione)
La decima stagione della serie televisiva Kraft Television Theatre è stata trasmessa in anteprima negli Stati Uniti d'America dalla NBC tra il 19 settembre 1956 e l'11 settembre 1957.
| nº | Titolo originale                   | Titolo italiano | Prima TV USA      | Prima TV Italia |
| -- | ---------------------------------- | --------------- | ----------------- | --------------- |
| 1  | Out to Kill                        |                 | 19 settembre 1956 |                 |
| 2  | The Plunge                         |                 | 26 settembre 1956 |                 |
| 3  | The Life of Mickey Mantle          |                 | 3 ottobre 1956    |                 |
| 4  | The Murder of a Sand Flea          |                 | 10 ottobre 1956   |                 |
| 5  | I Am Fifteen and Don't Want to Die |                 | 17 ottobre 1956   |                 |
| 6  | Ten Grapefruit to Lisbon           |                 | 24 ottobre 1956   |                 |
| 7  | Hit and Run                        |                 | 31 ottobre 1956   |                 |
| 8  | Shadow of Suspicion                |                 | 7 novembre 1956   |                 |
| 9  | Before It's Too Late               |                 | 14 novembre 1956  |                 |
| 10 | The Day of the Hunter              |                 | 21 novembre 1956  |                 |
| 11 | Time Lock                          |                 | 28 novembre 1956  |                 |
| 12 | The Ninth Hour                     |                 | 5 dicembre 1956   |                 |
| 13 | Teddy Bear                         |                 | 12 dicembre 1956  |                 |
| 14 | The Wonderful Gift                 |                 | 19 dicembre 1956  |                 |
| 15 | The Just and the Unjust            |                 | 26 dicembre 1956  |                 |
| 16 | Hang Up My Guns                    |                 | 2 gennaio 1957    |                 |
| 17 | Six Hours of Terror                |                 | 9 gennaio 1957    |                 |
| 18 | No Warning                         |                 | 16 gennaio 1957   |                 |
| 19 | Most Blessed Woman                 |                 | 23 gennaio 1957   |                 |
| 20 | The Singin' Idol                   |                 | 30 gennaio 1957   |                 |
| 21 | The Discoverers                    |                 | 6 febbraio 1957   |                 |
| 22 | The Man Who Couldn't Say No        |                 | 13 febbraio 1957  |                 |
| 23 | Give Me the Courage                |                 | 20 febbraio 1957  |                 |
| 24 | A Traveler from Brussels           |                 | 27 febbraio 1957  |                 |
| 25 | The Duel                           |                 | 6 marzo 1957      |                 |
| 26 | Collision                          |                 | 13 marzo 1957     |                 |
| 27 | Night of the Plague                |                 | 20 marzo 1957     |                 |
| 28 | Sheriff's Man                      |                 | 27 marzo 1957     |                 |
| 29 | The Medallion                      |                 | 3 aprile 1957     |                 |
| 30 | A Matter of Life                   |                 | 17 aprile 1957    |                 |
| 31 | A Night of Rain                    |                 | 24 aprile 1957    |                 |
| 32 | Drummer Man                        |                 | 1º maggio 1957    |                 |
| 33 | Flesh and Blood                    |                 | 8 maggio 1957     |                 |
| 34 | The Glass Wall                     |                 | 15 maggio 1957    |                 |
| 35 | Man of Prey                        |                 | 22 maggio 1957    |                 |
| 36 | All Those Beautiful Girls          |                 | 29 maggio 1957    |                 |
| 37 | The Roaring Twentieth              |                 | 5 giugno 1957     |                 |
| 38 | Fire and Ice                       |                 | 12 giugno 1957    |                 |
| 39 | Nothing Personal                   |                 | 19 giugno 1957    |                 |
| 40 | The Curly Headed Kid               |                 | 29 giugno 1957    |                 |
| 41 | The Long Flight                    |                 | 3 luglio 1957     |                 |
| 42 | The First and the Last             |                 | 10 luglio 1957    |                 |
| 43 | The Big Break                      |                 | 17 luglio 1957    |                 |
| 44 | Welcome to a Stranger              |                 | 24 luglio 1957    |                 |
| 45 | Success!                           |                 | 31 luglio 1957    |                 |
| 46 | Sextuplets                         |                 | 7 agosto 1957     |                 |
| 47 | Circle of Fear                     |                 | 14 agosto 1957    |                 |
| 48 | Ride into Danger                   |                 | 21 agosto 1957    |                 |
| 49 | Sing a Song                        |                 | 28 agosto 1957    |                 |
| 50 | Triumph                            |                 | 4 settembre 1957  |                 |
| 51 | The Old Ticket                     |                 | 11 settembre 1957 |                 |
| 52 | The Killer Instinct                |                 | 18 settembre 1957 |                 |
| 53 | Candid Profile, Inc.               |                 | 11 settembre 1957 |                 |